# Mimastra quadrinotata
Mimastra quadrinotata es una especie de insecto coleóptero de la familia Chrysomelidae.
Fue descrita científicamente en 1963 por Gressitt & Kimoto.